# Charcot-Trias (Innere Medizin)
Die Charcot-Trias II bezeichnet in der Inneren Medizin einen Symptomenkomplex aus Schmerzen im rechten Oberbauch, Fieber und Gelbsucht (Ikterus). Beim gemeinsamen Auftreten dieser drei Krankheitszeichen ist eine akute eitrige Entzündung der Gallenwege (Cholangitis) sehr wahrscheinlich.
Die Charcot-Trias verdankt ihren Namen dem französischen Neurologen Jean-Martin Charcot (1825–1893).